# Dux Adolf
Dux Adolf (Pozsony, 1822. október 25. – Budapest, 1881. november 20.) bölcsészdoktor, újságíró, kritikus, műfordító, a Kisfaludy Társaság tagja.

## Életpályája
Szegény zsidó szülők gyermeke volt, aki már gyermekkorában kivált szorgalmával és észbeli tehetségével. A tudás olthatatlan szomjával vetette magát arra, amit akkor egy zsidó iskolában tanulni lehetett; még nem volt tízéves, mikor a maga erején kezdett tanulni, olvasni a mi keze ügyébe esett. Rgyszer apja bátorságot vett magának, és  a 13 éves gyermeket bemutatta Deák Ferencnek azpozsonyi országgyűlésen, aki jó indulattal fogadta a látogatást. Vizsgáztatta a gyermeket és különösen a földrajzból adott feleletei annyira megtetszettek neki, hogy három ezüst húszassal – ami akkor nagy pénz volt egy szegény gyermeknek – megajándékozva bocsátotta el magától. Más fiúkkal ellentétben, ő könyveket és írószereket vásárolt a három húszason, és folytatta tanulmányait; később is mindig szegény ember volt, aki csak a szellemi élet kincseiből csinált forgalmat magának és a világnak.
A gimnáziumot szülővárosában és Győrött, ezután a pozsonyi akadémián a két bölcseleti és ugyanannyi jogi évfolyamot végezett. Azokban az időkben, amikor Pozsonyban, az Országgyűlés tagjai és az országgyűlési ifjúság között a magyar szó mind gyakoribb lett, Dux is lassanként annyit megtanult magyarul, hogy szótár segítségével képes volt rövidebb magyar cikkek fordítására. Bő alkalma jutott erre, mikor Neustadt Adolf 1847-ben Pozsonyba ment, és a Pressburger Zeitungot átvette. Később magyar költeményeket is fordítgatott az említett lapba és annak melléklapjába a Pannóniába. 1848-ban, amikor az első zsidóüldözések kezdődtek és a magyarországi zsidóságot a sajtóban is német és osztrák szellemmel és magyartalansággal vádolták, őbenne már magyar szellem és hazafias érzelem élt, s bátran és erélyesen kelt hitsorsosai védelmére.
Tanulmányainak folytatására 1849-ben Bécsbe ment, ahol az egyetemen bölcseletdoktori oklevelet szerzett. De emellett és azután is kizárólag az irodalomnak élt. Az Oesterreichische Zeitung mellett Warrens Konrád alkalmazta. 1852-ben a reakció miatt kénytelen volt Bécset elhagyni; hazament szülővárosába, és ott részben mint póttanár a városi reáliskolában, részben mint író (újra a Pressburger Zeitungnál) két évig működött; ekkor Bécsbe hívták a Wandererhez, onnan pedig 1855-ben a Pester Lloydhoz. Azontúl ott dolgozott, azt a pár évet kivéve, amelyek alatt az Ungarischer Lloyd munkatársa is volt, valamint az 1865. évet, amelyet Bécsben töltött a General-Correspondenz kőnyomatú lapnál, amely akkor egyik fő közlönye volt a Deák húsvéti cikke által megindított kiegyezési törekvéseknek.
Ez időben még nem volt annyira birtokában a magyar nyelvnek, hogy magyar író lehessen; de feladatul tűzte maga elé, hogy a magyar irodalom ismertetésére és terjesztésére műfordításokkal és bírálati tanulmányokkal hasson. Irodalmi működésének ezen ága a legterjedelmesebb, leghasznosabb, s ezzel tette a legkiválóbb szolgálatokat a magyar irodalomnak. Dux volt az első, aki Petőfi Sándort német fordításban bevezette a külföldi irodalomba; ezen első kísérletei is hűség és értelem tekintetében becsesek,  és nem is voltak hatás nélkül; fordított még Eötvös Józseftől, Vörösmarty Mihálytól, Arany Jánostól és más költők közül is számosaktól. Nem kevesebbet használt a magyar irodalomnak ismertető tanulmányaival, bírálati, életrajzi és egyéb cikkeivel, amelyeket német lapok és szemlék, különösen pedig lexikonok számára készített.
Ezen érdemeiért 1867-ben külső tagjává választotta őt a Kisfaludy Társaság, ahol 1868. február 5-én A színészet mint közügy különös tekintettel a népszínműre című értekezéssel (mely a társaság Évlapjainak új folyama IV. kötetében jelent meg) foglalta el székét. Ezzel mint magyar író jelentkezett és A bohózat elmélete című munkájával (mely ugyanott jelent meg) a kitűzött 40 arany pályadíjat nyerte el, mire a társaság 1870. január 26-án belső tagjának választotta. Mint ilyen 1871. október 25-én a Darwinismus és szépészet című munkájával (ugyanott, VII. kötet) tratotta a székfoglalóját. Mint a német nyelvű, de alkotmányos szellemű Pester Lloydnak állandó belső munkatársa, e lapnak irodalmi, szépművészeti és különösen akadémiai és színházi rovatának vezetője, annyit használt az irodalomnak és az ízlésnek, mint kívüle kevesen.
De nemcsak az irodalmat, hanem a tudományt, annak művelőit is népszerűsítette írásaiban. 1879-ben Marosvásárhelyre látogatott Bolyai Farkas emlékeit keresve. Látogatásáról a Pester Lloyd  1880. február 4-i számában La tombe du savant (A tudós sírja) című írásban számolt be.
Dux sohasem volt egészséges; gyönge testalkatát már születésével hozta magával; gyermekkora óta nélkülözésekkel, az élet fenntartásának nehéz gondjaival küzdve, túlfeszített munkával keresve mindennapi kenyerét, teste ápolására, kényelem és pihenés keresésére sem módja, sem ideje nem volt soha. Idő előtt megöregedett; azután nagyobb bajok is járultak a munka és fáradtság által megtört testének végképp megrontásához. Súlyos szervi betegségek előbb szobájába zárták, majd ágyba vetették; hiába keresett enyhébb éghajlatot. Megtörve, betegen is még mindig dolgozott; még pár nappal halála előtt néhány bölcseleti gondolatot küldött a Pester Lloydnak, amely azokat halála utáni nap közölte.
Sírjánál Falk Miksa mondott megható búcsút. A Kisfaludy Társaságban 1882. február 22-én Sturm Albert tartott fölötte emlékbeszédet. 

## Munkái
- Ausgewählte Dichtungen von Petőfi. Wien, 1846
- Der Zerfallene. Roman von Laidslaus Kelemenffy. Aus dem Ungarischen. Pressburg, 1847. Két kötet.
- Der Bauernkrieg in Ungarn 1514. Historischer Roman von Baron Joseph Eötvös. Aus dem Ungar. Pest, 1850. Három kötet.
- Zur ungarischen Frage, von Anton von Zichy. Aus dem Ungar. Wien, 1850
- Ungarische Dichtungen. Pressburg. u. Leipzig. 1854. (Petőfi és Lisznyay költeményeiből, egy terjedelmesebb verses előszóval, melynek a szerző némi önéletrajzi tartalmat is adott.)
- Die Bucanier. Aus dem Französischen nach Paul Duplessis. Pressburg, 1854. Öt kötet.
- Ein ungarischer Nabob. Roman von Moritz Jókai. Aus dem Ungar. Pest, 1856. Négy kötet (Belletr. Lesekabinet der magyar. Literatur)
- Der alte Infanterist und sein Sohn der Husar. Charakterbild mit Gesang in 5 Akten, nach Josef Szigeti's ungar. Volksstücke: A vén bakancsos és fia a huszár frei bearbeitet. Wien, 1858
- Bánk-Bán. Drama in 5 Akten von Joseph Katona. Aus dem Ungar. metrisch übersetzt. Leipzig, 1858
- A magyar nemzeti muzeum. Pest, 1857. (Utmutató ennek műkincsei gyűjteményeiben. Ism. M. Sajtó 1856. 283. sz.)
- Das National-Museum. Eine Skizze. Uo. 1858
- Die Schwestern. Roman von Baron Joseph Eötvös. Uo. 1858. Két kötet (Belletr. Lese-Kabinet der magyar. Literatur)
- Mein Reisetagebuch, von Lilla von Bulyovszky. Aus dem Ungar. Uo. 1858
- Dichtungen von Johann Arany. Uo. 1861 (Keveházas Katalin fordítása)
- Ungarische Dorfgeschichten. Von Joseph Freiherr von Eötvös. Aus dem Ungar. Wien und Leipzig, 1862. Két kötet.
- Frauen vor dem Spiegel, von Paul Gyulai. Aus dem Ungar. Pest, 1864
- Koronázási Emlékkönyv. Uo. 1867 (A szöveget Falk Miksával együtt irták.)
- Auf Ludwig Kossuth's neuere Briefe, von Michael Horváth. Aus dem Ungar. Uo. 1868
- Deutsch-Ungarisches. Uo. 1871. (Eredeti beszélyek)
- Schwarze Diamanten. Roman von Moritz Jókai. Aus dem Ungar. Uo. 1871 (Névtelenül)
- Gesammelte Werke von Josef Freiherr von Eötvös. Aus dem Ungar. Wien, 1872 (Der Karthäuser. 6. kiadás a szerző életrajzával Dustól. 7. k. Uo. 1878. Der Dorfnotär. 3. kiadás. Gedanken 3. kiadás)
- Für den Glanz des Hauses, von Freiherr Joseph von Eötvös. Wien, 1873 (A szerzőnek bevégzetlen regénye, melyet D. befejezett.)
- Der letzte Herr eines alten Edelhofes, von Paul Gyulai. Aus dem Ungar. Leipzig, 1874
- Melanchtons Beziehungen zu Ungarn, von Wilhelm Fraknói. Deutsch von… Bpest, 1874
- Graf Stefan Széchenyi und seine hinterlassenen Schriften, von Graf Melchior Lónyay. Aus dem Ungar. Uo. 1875
- Über unsere öffentlichen Angelegenheiten. Die Bankfrage, von Graf Melchior Lónyay. Aus-dem Ungar. Uo. 1875
- Geschichte der Stadt Neusohl, von Arnold von Ipolyi. Aus dem Ungar. Wien, 1875
- Vallás és tudomány. Bpest, 1876
- Die geschichtliche Entrvickelung des Gewerbwesens in Ungarn, von Arnold Ipolyi. Aus dem Ungar. Uo. 1877
- Geschichte und Restauration der kirchlichen Kunstdenkmale in Neusohl, von Arnold Ipolyi. Aus dem Ungar. Uo. 1877
- Aus Ungarn. Leipzig, 1879. (Irodalmi és művelődéstörténeti rajzok. Ism. Figyelő VII. Ellenőr 1880. 427. sz.)
- Ein alter Schauspieler, von Paul Gyulai. Aus dem Ungar. Uo. 1879

Pestre kell menni c. vígj. 1 felv. 1859. április 15-én adták a pesti Nemzeti Színházban; Szigeti József Vén bakancsosát lefordította németre és a budai arénában előadták 1858. április 5-én. Jókai Dózsa Györgyét is lefordította 1858-ban egy bécsi színpad számára.
Szerkesztette 1860. július 31-től augusztus 31-ig a Pesti Kereskedelmi Lapot, melyet a pesti hites alkuszok testülete adott ki németül is Pester Geschäftsblatt címmel.
Az említett cikkein kivül megjelentek tőle dolgozatok a Pressburger Zeitungban (1848. 36. sz. Freiheit, Gleichheit, Brüderlichkeit), a Szépirodalmi Közlönyben (1857. A szerelem világtörténeti kifejlődése, 1858. A lángész, A magyar népszinműről), a Nefelejtsben (1859. Schiller Fridrik életéből; 1861. kritikák); a Divatcsarnokban (1861. könyvismertetés); a Hölgyfutárban (1860. 88. sz. Nehány szó Faust előadásáról, Naplójából utirajzok), az Illustr. Israel. Jahrbuchban (1859. Drei Richtungen, Ein Ziel, Aus Pressburg); a Pest-Ofner Zeitungban (1860. 136. sz. Berzsenyi: Romlásnak indult hajdan erős magyar című ódája németül és a költőről emlékezés); a Jogtudományi Közlönyben (1868. Esküdtszék és élczlapok), a Fővárosi lapokban (1868. A szinészet mint közügy, 1878. Ki volt Rousseau magyar barátja?); a Reformban (1870. 71. sz. A nemzeti szinház országos állása és jogosultsága); az Athenaeumban (1873. A régi és az uj hit, 1874. Dr. Mäuslein Peregrinus, elbeszélés, eredetileg németül adatott ki); a Budapesti Szemlében (VIII. 1875. Könyvismertetés, X. A szinészet mint közügy különös tekintettel a népszinműre); a Kisfaludy-társaság Évlapjaiban (X. 1874. A komikum lélektana és a nevetés élettana, XIII. 1877. Steinacker Gusztáv emlékezete, XV. 1879. Kisfaludy K. levele Csapó Dánielhez), az Életképekben (1876. Diogenes nagybátyám Mandel Dávid), a bécsi Literaturblattban (1878. Die Werther-Periode in der ungarischen Literatur); a Pester Lloydban (1878. máj. 11. Der Alcibiades von Budapest: Kármán Józsefről, 1879. 256. 258. sz. Bei Széklern und Sachsen) sat. 1880. 34. sz. Das Grabmal des Gelehrten (Bolyai), a Századokban (1878. Messerschmidt Xav. Ferencz szobrász életrajzához, 1881. 322. sz. Gedanken von A. Dux, a P. Lloyd számára hátrahagyott kéziratából), a Literarische Berichte aus Ungarn-ban (1877. Die ungar Dichtung der Gegenwart, 1878. Die Kirchenkunstdenkmale Neusohls, Michael Vörösmarty, 1879. Ungar. Roman- und Erzählungsliteratur der Gegenwart, Eduard Szigligeti, Ungarische Belletristik, 1880. Stefan Toldy), az Ország-Világban (1880. Gotthard Gergely a székely regélő); irt még a P. Napló, Ueber Land und Meer, Gartenlaube s Fliegende Blätter c. lapokba. Még lexikografiai úton is ismertette hazánk viszonyait; igy a Meyer Konv. Lexikon 3. kiadása s a Spamer Ottó által Lipcsében kiadott Illustrirtes Konversations-Lexikon der Gegenwart számára is ő irta a magyar életrajzokat.

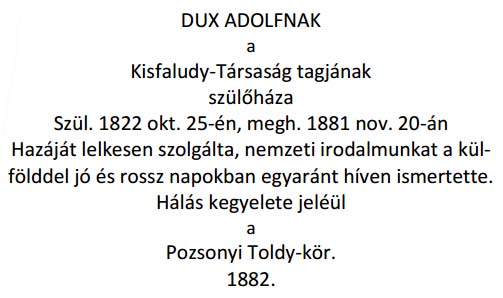
A szülőházán elhelyezett emléktábla szövege

## Emlékezete
A pozsonyi Toldy-kör 1882-ben a Vár utca 54. alatti szülőházát emléktáblával jelölte meg, az ünnepélyen a Kisfaludy Társaság is képviseltette magát. 
Ma már nincs meg sem a ház, sem az emléktábla.